# Hippotragus
Genre
Le genre Hippotragus regroupe des mammifères appartenant à la famille des Bovidae.

## Espèces
On distingue trois espèces :
- Hippotragus niger (Harris, 1838) — hippotrague noir
- Hippotragus equinus (Desmarest, 1804) — chevalin ou antilope rouanne
- † Hippotragus leucophaeus (Pallas, 1766) — hippotrague bleu

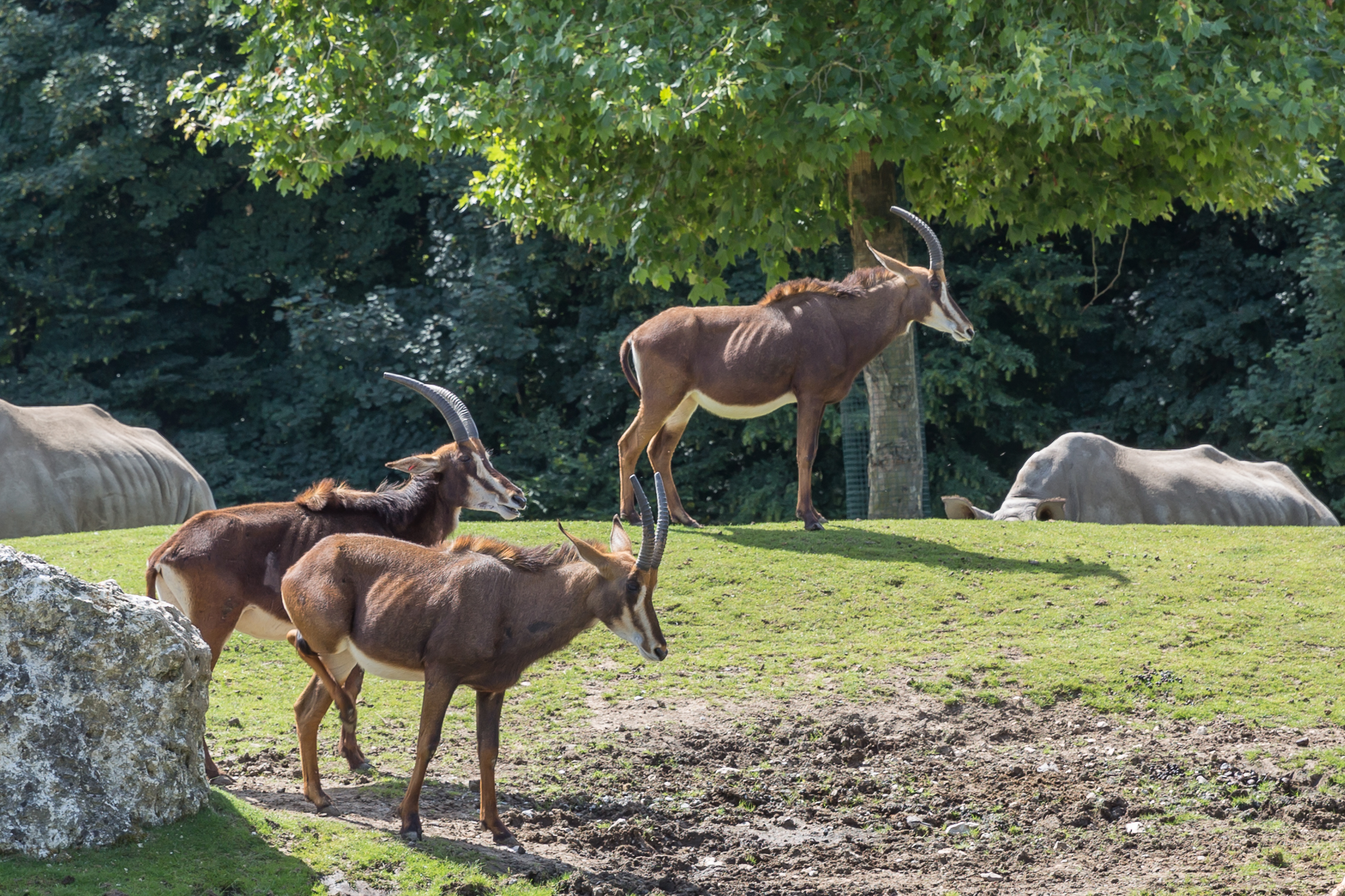
Hippotragus niger (Hippotrague noir)